# The Mass Rotting - The Mass Sickening
The Mass Rotting - The Mass Sickening – drugi album studyjny polskiej grupy muzycznej Squash Bowels. Wydawnictwo ukazało się w 25 stycznia 2002 roku nakładem wytwórni muzycznej Obscene Productions. Nagrania zostały zarejestrowane i zmiksowane w białostockim Hertz Studio. 

## Lista utworów
Opracowano na podstawie materiału źródłowego.
1. "Screams Saints Pig Head" - 2:46
2. "Breaking Those Who Suspend To Talk" - 1:42
3. "Strong Will" - 2:05
4. "When Memories Came Back" - 3:21
5. "Dead Nature" - 2:52
6. "Life Business" - 2:06
7. "The Mass Rotting" - 1:26
8. "The Mass Sickening" - 2:10
9. "Behind Pane Hides Hate" - 2:30
10. "Regulations People Fear" - 0:58
11. "Life & Death" - 1:52
12. "Handsome Scum" - 2:26
13. "Triumph of Act Revenge" - 2:26
14. "Naive Distress" - 3:35
15. "Childhood" - 2:07